# Руллур
Руллу́р (фр. Roullours) — колишній муніципалітет у Франції, у регіоні Нормандія, департамент Кальвадос. Населення — 891 осіб (2011).
Муніципалітет був розташований на відстані близько 240 км на захід від Парижа, 55 км на південний захід від Кана.

## Історія
До 2015 року муніципалітет перебував у складі регіону Нижня Нормандія. Від 1 січня 2016 року належав до нового об'єднаного регіону Нормандія.
1 січня 2016 року Руллур, Кулонс, Мезонсель-ла-Журдан, Сен-Жермен-де-Тальванд-ла-Ланд-Вомон, Трюттме-ле-Гран, Трюттме-ле-Петі, Водрі i Вір було об'єднано в новий муніципалітет Вір-Норманді.

## Демографія
Динаміка населення (INSEE ):
Розподіл населення за віком та статтю (2006):
| Стать | Всього | До 15 років | 15-24 | 25-44 | 45-64 | 65-85 | Понад 85 |
| --- | ------ | ----------- | ----- | ----- | ----- | ----- | -------- |
| Чоловіки | 423    | 105         | 32    | 137   | 113   | 28    | 8        |
| Жінки | 404    | 90          | 35    | 129   | 103   | 43    | 4        |
| \| Статево-вікова піраміда \| Статево-вікова піраміда \| Статево-вікова піраміда \| \| ----------------------- \| ----------------------- \| ----------------------- \| \| Чоловіки \| Вік \| Жінки \| \| 8 \| 85 + \| 4 \| \| 0 \| 80-84 \| 8 \| \| 8 \| 75-79 \| 8 \| \| 12 \| 70-74 \| 23 \| \| 8 \| 65-69 \| 4 \| \| 23 \| 60-64 \| 20 \| \| 16 \| 55-59 \| 20 \| \| 43 \| 50-54 \| 16 \| \| 31 \| 45-49 \| 47 \| \| 47 \| 40-44 \| 27 \| \| 35 \| 35-39 \| 59 \| \| 39 \| 30-34 \| 31 \| \| 16 \| 25-29 \| 12 \| \| 12 \| 20-24 \| 0 \| \| 20 \| 15-20 \| 35 \| \| 39 \| 10-14 \| 47 \| \| 31 \| 5-9 \| 23 \| \| 35 \| 0-4 \| 20 \| |        |             |       |       |       |       |          |
| Статево-вікова піраміда |        |             |       |       |       |       |          |
| Чоловіки | Вік    | Жінки       |       |       |       |       |          |
| 8 | 85 +   | 4           |       |       |       |       |          |
| 0 | 80-84  | 8           |       |       |       |       |          |
| 8 | 75-79  | 8           |       |       |       |       |          |
| 12 | 70-74  | 23          |       |       |       |       |          |
| 8 | 65-69  | 4           |       |       |       |       |          |
| 23 | 60-64  | 20          |       |       |       |       |          |
| 16 | 55-59  | 20          |       |       |       |       |          |
| 43 | 50-54  | 16          |       |       |       |       |          |
| 31 | 45-49  | 47          |       |       |       |       |          |
| 47 | 40-44  | 27          |       |       |       |       |          |
| 35 | 35-39  | 59          |       |       |       |       |          |
| 39 | 30-34  | 31          |       |       |       |       |          |
| 16 | 25-29  | 12          |       |       |       |       |          |
| 12 | 20-24  | 0           |       |       |       |       |          |
| 20 | 15-20  | 35          |       |       |       |       |          |
| 39 | 10-14  | 47          |       |       |       |       |          |
| 31 | 5-9    | 23          |       |       |       |       |          |
| 35 | 0-4    | 20          |       |       |       |       |          |

## Економіка
2010 року серед 578 осіб працездатного віку (15—64 років) 451 була активною, 127 — неактивними (показник активності 78,0%, у 1999 році було 74,0%). З 451 активної мешканців працювала 431 особа (226 чоловіків та 205 жінок), безробітними було 20 (8 чоловіків та 12 жінок). Серед 127 неактивних 47 осіб було учнями чи студентами, 61 — пенсіонерами, 19 були неактивними з інших причин.

У 2010 році в муніципалітеті числилось 327 оподаткованих домогосподарств, у яких проживали 942,5 особи, медіана доходів виносила 18 989 євро на одного особоспоживача